# Clystea restricta
Clystea restricta là một loài bướm đêm thuộc phân họ Arctiinae, họ Erebidae.